# Conus allaryi
Conus allaryi é uma espécie de gastrópode do gênero Conus, pertencente à família Conidae.